# Kanton Chaumont-Porcien
Kanton Chaumont-Porcien (fr. Canton de Chaumont-Porcien) byl francouzský kanton v departementu Ardensko v regionu Champagne-Ardenne. Skládal se ze 14 obcí. Zrušen byl po reformě kantonů 2014.

## Obce kantonu
- Chappes
- Chaumont-Porcien
- Doumely-Bégny
- Draize
- Fraillicourt
- Givron
- Montmeillant
- Remaucourt
- Renneville
- Rocquigny
- La Romagne
- Rubigny
- Saint-Jean-aux-Bois
- Vaux-lès-Rubigny